# Vladimir Sorokin
Vladimir Georgijevič Sorokin, rusky Владимир Георгиевич Сорокин (* 7. srpna 1955 osada Bykovo, Moskevská oblast, SSSR) je ruský spisovatel, scenárista a dramatik, jeden z hlavních představitelů konceptualismu v ruské literatuře.

## Životopis
Sorokin vystudoval Moskovskij institut něftjanoj i gazovoj promyšlennosti imeni Gubkina (Moskevský Gubkinův institut zpracování ropy a zemního plynu). Poté, co dokončil vysokoškolské studium v oboru mechanického inženýrství, pracoval Sorokin asi rok v časopise Smena, odkud byl propuštěn, protože odmítl vstoupit do Komsomolu. Zabýval se knižní grafikou, malířstvím a konceptuálním uměním. Jeho díla byla vystavovaná na mnoha uměleckých výstavách a také vytvořil ilustrace k asi 50 knihám.
Sorokinovy první literární zkušenosti se datují do začátku 70. let: v roce 1972 poprvé vyšly jeho básně v novinách Za kadry něftjanikov (Naftařská tajemství). Jeho literární vývoj se odehrával v prostředí umělců a spisovatelů moskevského undergroundu osmdesátých let. V roce 1985 vyšel v pařížském časopise A-Ya výběr šesti Sorokinových povídek a v témže roce vydalo francouzské nakladatelství Sintaxis jeho román Očereď (česky vyšlo jako Fronta), kvůli čemuž ho vyslýchala KGB.
Je pokládán za představitele postmodernismu a v jeho povídkách i románech se mísí různé literární styly. V sovětském období, kdy jeho práce vycházely v samizdatu, měl blízko ke skupině moskevských konceptualistů. Oficiální publikace v SSSR se dočkal až v roce 1989, kdy lotyšský časopis Rodnik (Pramen) otiskl v listopadovém čísle několik jeho povídek. O něco později se Sorokinovy povídky začínají objevovat i v ruských časopisech a sbornících jako například Treťja modernizacija (Třetí modernizace), Mitin žurnal (Míťův žurnál), Mesto pečati (Místo tisku), Iskusstvo kino (Filmové umění), Koněc veka (Konec století), Vestnik novoj litěratury (Věstník nové literatury).
V březnu 1992 se Vladimir Sorokin dostal do povědomí širokého okruhu čtenářů – v časopise Iskusstvo kino je otištěn jeho román Fronta, moskevské nakladatelství Russlit vydává jeho Sbornik rasskazov – sbírku povídek, která se dostala na užší seznam knih nominovaných na cenu „Russkij Buker“ (ruská literární cena vytvořená po vzoru britské Booker Prize). V roce 2001 obdržel Sorokin literární ocenění „Cena Andreje Bělého“(„Премия Андрея Белого“) za významný přínos ruské literatuře.
Náměty Sorokinových děl se často u čtenářů setkávaly s rozporuplným přijetím. Občanské hnutí „Iduščije vmestě“ (Jdoucí společně) uspořádalo řadu akcí zaměřených proti činnosti spisovatele a také na něj podalo žalobu u soudu za údajně pornografická místa v jeho dílech. Soud nicméně v Sorokinových knihách pornografii nenašel. Žaloba na něj byla podána rovněž za domnělou propagaci kanibalismu v povídce Nastja.
23. března 2005 se v divadle Bolšoj těatr (Velké divadlo) konala světová premiéra opery Děti Rozentalja (Rosenthalovy děti) skladatele Leonida Děsjatnikova, ke které Vladimir Sorokin napsal libreto.
Knihy Vladimira Sorokina byly přeloženy do desítek jazyků, mimo jiné do angličtiny, francouzštiny, němčiny, nizozemštiny, finštiny, švédštiny, italštiny, polštiny, ukrajinštiny, japonštiny a korejštiny. Jeho knihy publikují přední nakladatelství, jako například Gallimard, Fischer, DuMont, BV Berlin, Haffman, Verlag Der Autoren.
Vladimir Sorokin byl členem ruského PEN klubu. Ten opustil v roce 2017, potom co byl z klubu vyloučen novinář Sergej Parchomenko.
Je ženatý a má dvě dcery – dvojčata. Žil v Moskvě a Berlíně. V reakci na ruskou invazi na Ukrajinu ostře zkritizoval Vladimira Putina a jeho režim,  rozhodl se zůstat v Berlíně a do své vlasti se nevrátit, dokud v ní vládne Putinův režim.
V roce 2019 měl v Rusku premiéru jemu věnovaný celovečerní dokumentární film Sorokin trip (Сорокин трип).

## Ocenění
- V roce 2001 získal cenu „Russkij Buker“ (ruská literární cena vytvořená po vzoru britské Booker Prize)
- V tomtéž roce získal ocenění „Cena Andreje Bělého“ za významný přínos ruské literatuře.
- V roce 2005 dostal cenu „Liberti“ (anglicky Liberty Award, ruské ocenění za kulturní přínos a rozvoj vztahů mezi Ruskem a USA)
- Byla mu také udělena cena německého ministerstva kultury.
- V roce 2010 se stal laureátem literární ceny „Novaja slovestnosť“ (zkratka NOS)
- V letech 2011 a 2014 získal druhá místa ruského literární ocenění "Bolšaja kniga"

### Trilogie
- Ljod (Лед). Moskva: Ad Marginem, 2002.
- Puť Bro (Путь Бро). Moskva: Zacharov, 2004.
- 23000. Moskva: Zacharov, 2005.

### Romány
- Norma (Норма). 1. vyd. Moskva: Tri Kita; Moskva: Obscuri Viri, 1994.
- Očereď (Очередь). 1. vyd. Paříž: Sintaxis, 1985. (Fronta. Přeložil Jakub Šedivý. 1. vyd. Praha: Malá Skála, 2003. ISBN 80-902777-7-2.)
- Tridcataja ljubov Mariny (Тридцатая любовь Марины). 1. vyd. Moskva: Izdanijem P. Elinina, 1995. (Třicátá Marinina láska. Přeložil Libor Dvořák. 1. vyd. Praha: Český spisovatel, 1995. ISBN 80-202-0588-8.)
- Roman (Роман). 1. vyd. Moskva: Tri Kita; Moskva: Obscuri Viri, 1994.
- Serdca četyrjoch (Сердца четырёх). Poprvé vydán v almanachu „Koněc veka“ (Конец века), Moskva, 1994.
- Goluboje salo (Голубое сало). Poprvé vydán nakladatelstvím Аd Marginem, Moskva, 1999.
- Děň opričnika (День опричника). Moskva: Zacharov, 2006. (Den opričníka. Přeložil Libor Dvořák. 1. vyd. Příbram: Pistorius & Olšanská, 2009. ISBN 978-80-87053-29-4.)
  - V roce 2021 zpracováno jako devítidílná četba na pokračování v Českém rozhlasu Brno. Přeložil Libor Dvořák, pro rozhlas upravil Ludvík Němec, v režii Radima Nejedlého čte Petr Kubes.[8]
- Mjetělj (Метель). Moskva: AST, 2010. (Vánice. Přeložil Libor Dvořák. 1. vyd. Příbram: Pistorius & Olšanská, 2011. ISBN 978-80-87053-54-6.)
- Telluriya (Теллурия). Moskva: AST, 2013. (Telurie. Přeložil Libor Dvořák. 1. vyd. Příbram: Pistorius & Olšanská, 2014. ISBN 978-80-87855-09-6.)
- Manaraga (Манарага). Moskva: Corpus, 2017. (Manaraga. Přeložil Libor Dvořák. 1. vyd. Příbram: Pistorius & Olšanská, 2017. ISBN 978-80-7579-005-7.)
- Doktor Garin (Доктор Гарин). Moskva: Corpus, 2021. (Doktor Garin. Přeložil Libor Dvořák. 1. vyd. Příbram: Pistorius & Olšanská, 2022. ISBN 978-80-7579-122-1.)

### Dramata
- 1985 Zemljanka (Землянка)
- 1988 Russkaja babuška (Русская бабушка)
- 1989 Doverije (Доверие)
- 1990 Dismorfomanija (Дисморфомания)
- 1994—1995 Hochzeitreise
- 1995—1996 Šči (Щи)
- 1984—1997 Pelmeni (Пельмени)
- 1997 Dostoevsky-Trip
- 1998 S Novym Godom (С Новым Годом)
- 2006 Kapital (Капитал)
- 2009 Zanos (Занос)

### Sbírky povídek
- 1979—1984 Pervyj subbotnik (Первый субботник). 1. vyd. Moskva: Russlit, 1992. Také vyšlo v knize Sobranija sočiněnij v dvuch tomach. Moskva: Ad Marginem, 1998.
- 2000 Pir (Пир). Moskva: Ad Marginem, 2000.
- 2002 Utro snajpera (Утро снайпера)
- 2002 Moskva (Москва)
- 2005 Četyre (Четыре). Moskva: Zacharov, 2005.V této sbírce vyšly scénáře k filmům Kopejka a 4, libreto k opeře Děti Rozantalja a pět povídek.
- 2007 Kapital: Sobranije p’es (Капитал: Собрание пьес). Moskva: Zacharov, 2007. Ve sbírce vyšly prakticky všechna Sorokinova dramata.
- 2008 Zaplyv (Заплыв). Sbírka obsahuje povídky z konce 70. a začátku 80. let.
- 2008 Sacharnyj Kreml (Сахарный Кремль). Sbírka povídek navazující na svět knihy Den opričníka. (Cukrový Kreml. Přeložil Libor Dvořák. 1. vyd. Příbram: Pistorius & Olšanská, 2023.  ISBN 978-80-7579-151-1.)
- 2010 Monoklon (Моноклон)
- 2018 Belyj kvadrat (Белый квадрат)

### Scénáře
- 1994 Bezumnyj Fric (Безумный Фриц), režie Taťjana Didenko, Alexandr Šamajskij.
- 2001 Moskva (Москва), režie Alexandr Zeldovič. Film získal hlavní cenu na festivalu v Bonnu a také cenu organizace Federacija kinoklubov Rossii (Federace ruských kinoklubů) za nejlepší ruský film roku. Scénář vznikl v roce 1997 a jeho spoluautorem je režisér filmu Alexandr Zeldovič.
- 2001 Kopejka (Копейка), režie Ivan Dychovičnyj. Film byl nominován na cenu Zolotoj Oven za nejlepší scénář (napsán společně s režisérem Ivanem Dychovičnym).
- 2004 4, režie Ilja Chržanovskij. Film byl oceněn hlavní cenou Rotterdamského filmového festivalu.
- 2009 Lovuška (Cashfire) (Ловушка), režie Alexandr Zeldovič. Scénář vznikl v roce 2002 a jeho spoluautory jsou Alexandr Zeldovič a Oleg Razdinskij.
- 2009 Mišeň (Мишень), režie Alexandr Zeldovič.
- 2010 Dau (Дау), scénář napsán ve spolupráci s Iljou Chržanovskim.
- 2011 Target (Мишень), režie Alexandr Zeldovič.

### Další
- Fotoalbum V glub Rossii (В глубь России), společně s umělcem Olegem Kulikem.
- Libreto k opeře Rosenthalovy děti (Дети Розенталя, Děti Rozentalja), kterou pro Bolšoj těatr napsal Leonid Děsjatnikov.